# Ampelisca meridionalis
Ampelisca meridionalis is een vlokreeftensoort uit de familie van de Ampeliscidae. De wetenschappelijke naam van de soort is voor het eerst geldig gepubliceerd in 2007 door Valério-Berardo.